# Jablaniške Laze
Jablaniške Laze – wieś w Słowenii, w gminie Šmartno pri Litiji. W 2018 roku liczyła 69 mieszkańców.